# 加藤禮次
加藤 禮次（かとう れいじ、1915年7月15日 - 1986年8月24日）は、日本の経営者。大阪府出身。レンゴー社長を務めた。

## 経歴
1947年に京都帝国大学経済学部を卒業し、同年に東洋製罐に入社。1957年11月に取締役に就任し、1961年11月に常務、1964年5月にレンゴー専務を経て、1970年5月に副社長に就任し、1973年2月には社長に昇格。1984年9月に会長に就任。1984年5月には会長に就任。
1986年8月24日呼吸不全のために死去。71歳没。